# Friedrich Wilhelm von Hohenzollern

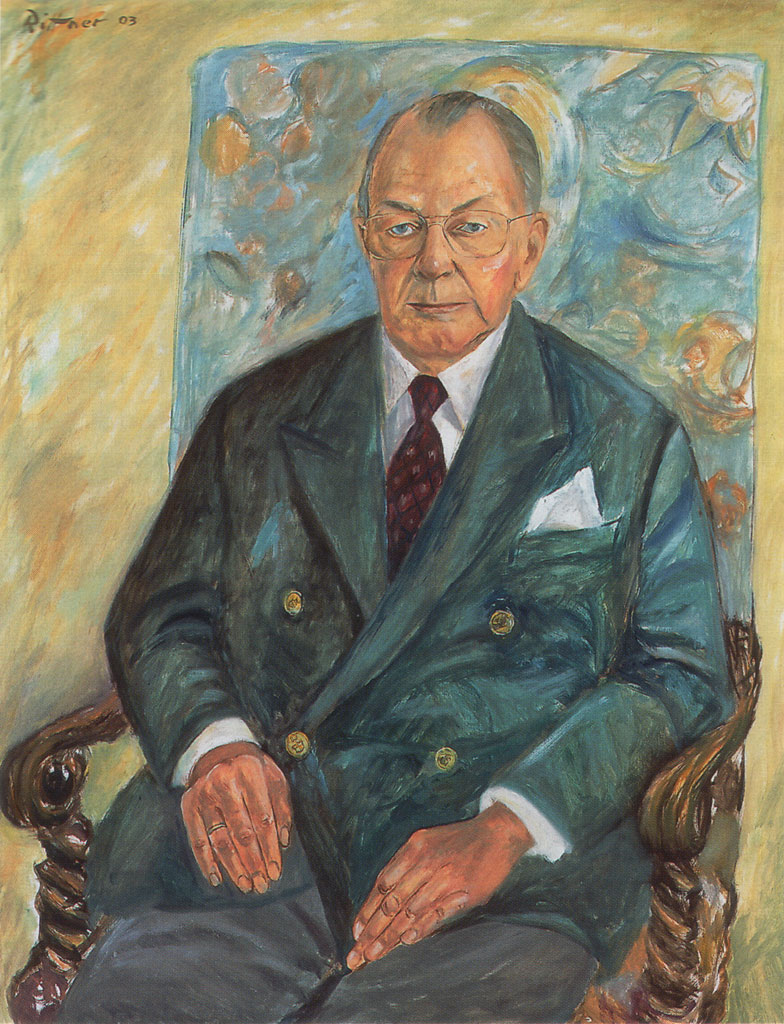
Friedrich Wilhelm von Hohenzollern, Porträt von Günter Rittner (2003)

Friedrich Wilhelm Fürst von Hohenzollern (* 3. Februar 1924 in Umkirch; † 16. September 2010 in Sigmaringen) war ein deutscher Industrieller und von 1965 bis zu seinem Tod Oberhaupt des ehemals fürstlichen Hauses Hohenzollern.

## Leben
Friedrich Wilhelm war der älteste Sohn Friedrichs von Hohenzollern (1891–1965) und dessen Gattin Margarete von Sachsen (1900–1962), Tochter des letzten sächsischen Königs Friedrich August III. aus dem Haus Wettin und dessen Gattin, der Erzherzogin Luise von Österreich-Toskana.
Er wuchs im Schloss Umkirch auf und besuchte in Freiburg im Breisgau die Volksschule und ab 1935 das Berthold-Gymnasium. Mit neun Jahren kam er zur Hitlerjugend. Nach dem Abitur beabsichtigte er, wie seine Vorfahren militärischen Dienst zu leisten. Der Dienst im Infanterie-Regiment 9, dem Traditionsregiment in der Nachfolge des 1. Garde-Regiments zu Fuß (Potsdam), blieb ihm infolge des so genannten Prinzenerlasses Hitlers verwehrt. Dieser erklärte im Jahr 1940 alle Mitglieder ehemals regierender Häuser für „wehrunwürdig“. Eine Einberufung zur Wehrmacht erfolgte daher nicht, jedoch im Jahr 1943 die Abkommandierung zum Reichsarbeitsdienst (RAD).
Gegen Ende des Zweiten Weltkriegs erlebte er die zwangsweise Ausquartierung der Hohenzollernfamilie von Schloss Sigmaringen durch die Gestapo und Internierung auf Schloss Wilflingen. Von September 1944 bis April 1945 diente das Schloss Sigmaringen dem französischen Vichy-Regime unter Marschall Pétain als Sitz. In dieser Zeit blieb Friedrich Wilhelm in Freiburg. Nach dem Krieg kam der Süden Badens zur französischen Besatzungszone und General Pierre Pène residierte als Gouverneur für das Land Baden im Auftrag der französischen Besatzungsmacht von 1946 bis 1952 im Schloss, sodass Friedrich Wilhelm teilweise im Landhaus-Schlösschen seiner Schwester nebenan wohnte.
Nach dem Abitur am Friedrich-Gymnasium in Freiburg im Jahr 1944 studierte er ab 1945 Betriebswirtschaftslehre an der Albert-Ludwigs-Universität Freiburg und der Universität Genf. Im Jahr 1949 schloss er sein Studium ab. Es folgte eine Berufspraxis bei der Schweizerischen Bankgesellschaft in Basel.
Im Jahr 1950 ernannte ihn sein Vater Friedrich zum Generalbevollmächtigten über die Hofkammer, der Verwaltung der gesamten Besitzungen der Sigmaringer Hohenzollern. Am 5. Januar 1951 heiratete er Margarita Prinzessin zu Leiningen (1932–1996), Tochter des Karl zu Leiningen und der Maria Kirillovna Großfürstin von Russland, in Sigmaringen standesamtlich und am 3. Februar 1951 in Amorbach kirchlich. Im Jahr 1954 wurde er in den Konstantinorden aufgenommen.
Mit dem Tod des Vaters 1965 wurde Friedrich Wilhelm von Hohenzollern Chef des Fürstlichen Hauses Hohenzollern und zugleich Eigentümer der Hofkammer. Als die damaligen Fürstlichen Hüttenwerke Ende der 1970er Jahre mit 100 Millionen Mark überschuldet waren, trennte er sich von privatem Besitz, um das Unternehmen zu sanieren. Sein Sohn Karl Friedrich arbeitet seit 1984 im Familienunternehmen mit. Aus der Hofkammer formierte sich 2006 die Unternehmensgruppe Fürst von Hohenzollern neu. Unter anderem zählen hierzu Schloss Sigmaringen, die Arber-Bergbahn im Wintersportgebiet Großer Arber im Bayerischen Wald sowie Beteiligungen an dem Industriebetrieb ZOLLERN GmbH & Co. KG und dem Wein- und Sektunternehmen Prinz von Hohenzollern GmbH.
Er war Ehren- und Devotionsgroßkreuz-Bailli des Souveränen Malteser-Ritterordens und von 1972 bis 1992 Präsident des Malteserordens in Deutschland sowie ein Förderer der Malteser in Baden-Württemberg. Er hatte sich besonders um den Aufbau des Malteser Hilfsdienstes e. V. Verdienste erworben. Zudem war er schon in den 1960er Jahren Vorsitzender der Gemeinschaft der Deutschen Adelsverbände.
Zu seinen Hobbys zählten die Jagd, Motorfliegerei und Skilaufen.
In den vergangenen Jahren, nachdem seine Frau Margarita im Jahr 1996 verstorben war, lebte Friedrich Wilhelm zurückgezogen im Landhaus Josefslust, seinem Landsitz bei Sigmaringen, sowie auf dem Schloss Umkirch und überließ die Leitung der Geschäfte seinem Sohn Karl Friedrich. Nach mehreren Schlaganfällen und einer fast vollkommenen Erblindung verstarb er am 16. September 2010 im Kreise seiner Familie auf Schloss Sigmaringen. Das Requiem für den Fürsten fand am 23. September 2010 in der Erlöserkirche im Kloster Hedingen statt. Dort befindet sich auch die Grablege der Hohenzollern, in der er nach der Familientradition anschließend bestattet wurde. Der Wahlspruch der schwäbischen Hohenzollern Nihil sine Deo („Nichts ohne Gott“) war für den Fürsten stets die Prämisse seines Handelns.
Dreieinhalb Jahre später, zu seinem 90. Geburtstag am 3. Februar 2014, wurde sein Leichnam seitlich der Kirche neben dem Grab seiner 1996 verstorbenen Frau Margarita beerdigt. Diese hatte ihre letzte Ruhestätte auf eigenen Wunsch außerhalb der Kirche im Freien gefunden.

## Vorfahren
| Ahnentafel Friedrich Wilhelm von Hohenzollern  | Ahnentafel Friedrich Wilhelm von Hohenzollern                                                               | Ahnentafel Friedrich Wilhelm von Hohenzollern                                                               | Ahnentafel Friedrich Wilhelm von Hohenzollern                                                                             | Ahnentafel Friedrich Wilhelm von Hohenzollern                                                               | Ahnentafel Friedrich Wilhelm von Hohenzollern                                                                   | Ahnentafel Friedrich Wilhelm von Hohenzollern                                                                   | Ahnentafel Friedrich Wilhelm von Hohenzollern                                                                   | Ahnentafel Friedrich Wilhelm von Hohenzollern                                                                   |
| ---------------------------------------------- | --- | --- | --- | --- | --- | --- | --- | --- |
| Ururgroßeltern                                 | Fürst Karl Anton von Hohenzollern (1811–1885) ⚭ 1834 Prinzessin Josephine von Baden (1813–1900)             | König Ferdinand II. von Portugal (1816–1885) ⚭ 1836 Königin Maria II. von Portugal (1819–1853)              | König Ferdinand II. von Neapel-Sizilien (1810–1859) ⚭ 1837 Erzherzogin Maria Theresia Isabella von Österreich (1816–1867) | Herzog Maximilian Joseph in Bayern (1808–1888) ⚭ 1828 Prinzessin Ludovika Wilhelmine von Bayern (1808–1892) | König Johann von Sachsen (1801–1873) ⚭ 1822 Prinzessin Amalie Auguste von Bayern (1801–1877)                    | König Ferdinand II. von Portugal (1816–1885) ⚭ 1836 Königin Maria II. von Portugal (1819–1853)                  | Großherzog Leopold II. von Toskana (1797–1870) ⚭ 1833 Prinzessin Maria Antonie von Neapel-Sizilien (1814–1898)  | Herzog Karl III. von Bourbon-Parma (1823–1854) ⚭ 1845 Prinzessin Luise von Frankreich (1819–1864)               |
| Urgroßeltern                                   | Fürst Leopold von Hohenzollern (1835–1905) ⚭ 1861 Prinzessin Antonia Maria von Portugal (1845–1913)         | Fürst Leopold von Hohenzollern (1835–1905) ⚭ 1861 Prinzessin Antonia Maria von Portugal (1845–1913)         | Prinz Ludwig von Neapel-Sizilien (1838–1886) ⚭ 1861 Herzogin Mathilde in Bayern (1843–1925)                               | Prinz Ludwig von Neapel-Sizilien (1838–1886) ⚭ 1861 Herzogin Mathilde in Bayern (1843–1925)                 | König Georg von Sachsen (1832–1904) ⚭ 1859 Prinzessin Maria Anna von Portugal (1843–1884)                       | König Georg von Sachsen (1832–1904) ⚭ 1859 Prinzessin Maria Anna von Portugal (1843–1884)                       | Großherzog Ferdinand IV. von Toskana (1835–1908) ⚭ 1868 Prinzessin Alicia von Bourbon-Parma (1849–1935)         | Großherzog Ferdinand IV. von Toskana (1835–1908) ⚭ 1868 Prinzessin Alicia von Bourbon-Parma (1849–1935)         |
| Großeltern                                     | Fürst Wilhelm von Hohenzollern (1864–1927) ⚭ 1889 Prinzessin Maria Theresia von Neapel-Sizilien (1867–1909) | Fürst Wilhelm von Hohenzollern (1864–1927) ⚭ 1889 Prinzessin Maria Theresia von Neapel-Sizilien (1867–1909) | Fürst Wilhelm von Hohenzollern (1864–1927) ⚭ 1889 Prinzessin Maria Theresia von Neapel-Sizilien (1867–1909)               | Fürst Wilhelm von Hohenzollern (1864–1927) ⚭ 1889 Prinzessin Maria Theresia von Neapel-Sizilien (1867–1909) | König Friedrich August III. von Sachsen (1865–1932) ⚭ 1892 Erzherzogin Luise von Österreich-Toskana (1870–1947) | König Friedrich August III. von Sachsen (1865–1932) ⚭ 1892 Erzherzogin Luise von Österreich-Toskana (1870–1947) | König Friedrich August III. von Sachsen (1865–1932) ⚭ 1892 Erzherzogin Luise von Österreich-Toskana (1870–1947) | König Friedrich August III. von Sachsen (1865–1932) ⚭ 1892 Erzherzogin Luise von Österreich-Toskana (1870–1947) |
| Eltern                                         | Friedrich von Hohenzollern (1891–1965) ⚭ 1920 Prinzessin Margarete von Sachsen (1900–1962)                  | Friedrich von Hohenzollern (1891–1965) ⚭ 1920 Prinzessin Margarete von Sachsen (1900–1962)                  | Friedrich von Hohenzollern (1891–1965) ⚭ 1920 Prinzessin Margarete von Sachsen (1900–1962)                                | Friedrich von Hohenzollern (1891–1965) ⚭ 1920 Prinzessin Margarete von Sachsen (1900–1962)                  | Friedrich von Hohenzollern (1891–1965) ⚭ 1920 Prinzessin Margarete von Sachsen (1900–1962)                      | Friedrich von Hohenzollern (1891–1965) ⚭ 1920 Prinzessin Margarete von Sachsen (1900–1962)                      | Friedrich von Hohenzollern (1891–1965) ⚭ 1920 Prinzessin Margarete von Sachsen (1900–1962)                      | Friedrich von Hohenzollern (1891–1965) ⚭ 1920 Prinzessin Margarete von Sachsen (1900–1962)                      |
| Friedrich Wilhelm von Hohenzollern (1924–2010) | | | | | | | | |

## Nachkommen
Auf die Frage, wie der hohenzollerische Besitz in der Familie zusammengehalten wird, sagte Karl Friedrich von Hohenzollern, dass trotz des modernen Erbschaftsrechts das Vermögen nach wie vor an den ältesten Nachkommen weitergegeben wird, während die Geschwister eine Abfindung erhielten. Im Falle des verstorbenen Friedrich Wilhelm von Hohenzollern sind nachfolgende Kinder erbschaftsberechtigte Nachkommen:
- Karl Friedrich (* 20. April 1952) ⚭ 1985–2010 Alexandra Schenk Gräfin von Stauffenberg (* 1960); ⚭ 2010 Katharina de Zomer (* 1959)
- Albrecht Johannes (* 3. August 1954) ⚭ 2001 Nathalie Viets-Rocabado (* 1970)
- Ferdinand Maria (* 14. Februar 1960) ⚭ 1990 Ilona Gräfin Kálnoky von Kőröspatak (* 1968)

## Ehrungen
Er erhielt auf Grund seines sozialen Engagements das Verdienstkreuz Erster Klasse des Verdienstordens der Bundesrepublik Deutschland und die Ehrenbürgerschaft in Sigmaringen, Sigmaringendorf, Umkirch und Bayerisch Eisenstein. Am 7. Mai 1988 wurde ihm außerdem die Verdienstmedaille des Landes Baden-Württemberg verliehen.
Friedrich Wilhelm Fürst von Hohenzollern war seit 1951 Ehrenmitglied der K.D.St.V. Wildenstein Freiburg im Breisgau.
Am 3. Februar 2004 wurde ihm die goldene Ehrennadel des Bayerischen Skiverbandes verliehen.
Weitere Auszeichnungen sind
- Konradsplakette des Erzbistums Freiburg
- Justiz-Großkreuz des Konstantin-Orden von St. Georg